# オンタリオ航空
オンタリオ航空（オンタリオこうくう、英語: Air Ontario Inc.）とは、オンタリオ州ロンドンに拠点を置くカナダの地域航空会社である。2002年、エア・カナダJazz（現在のジャズ航空）に経営統合された。

## 歴史

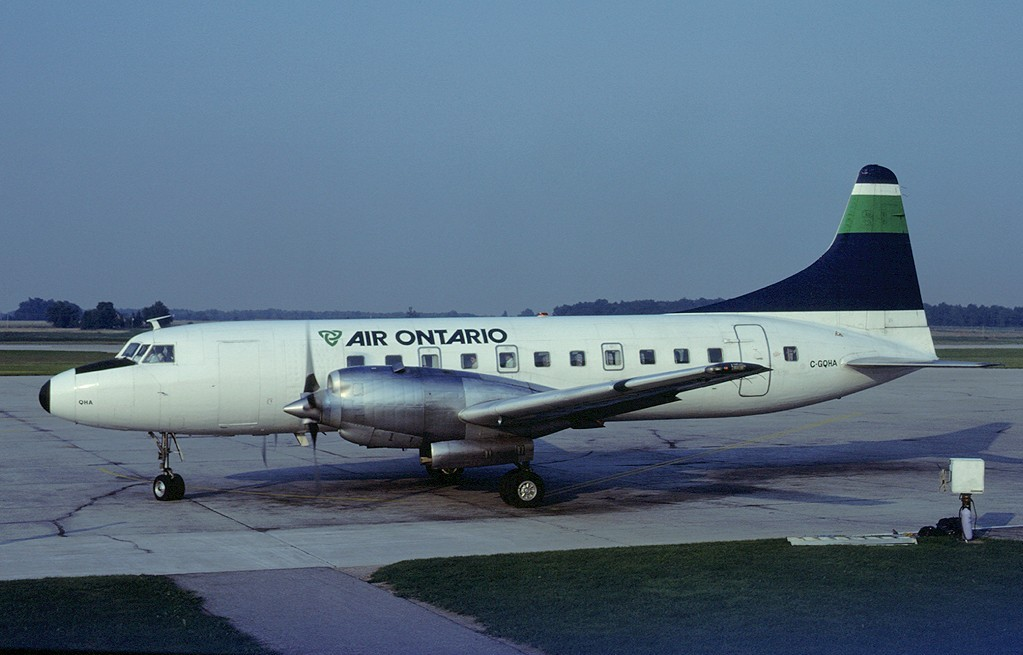
カナダ・オンタリオ州ロンドンにあるロンドン国際空港でのオンタリオ航空のコンベア580

以前はグレイトレイクス航空 (カナダ)という名称で1958年に設立。その後、1983年にオンタリオ航空(Air Ontario Ltd.)と改名された。1987年6月、ジェームズ・プラクストン氏がオンタリオ航空(Air Ontario Inc.)を購入し、正式にエア・カナダの子会社となった。またエア・カナダのコードシェアパートナーでもあった。
1990年2月、エア・カナダはノースベイ、サドバリー、ティミンズ、ウィンザーへの主要サービスを停止することを決定。ビリー・ビショップ・トロント・シティー空港からモントリオール、オタワへの路線を拡大し、アメリカ行きの便も追加した。
2001年1月、エア・カナダの子会社であるAir BC、エア・ノバ、オンタリオ航空、カナダ・リージョナル・エアラインズの4社が合併し、「エア・カナダ・リージョナル社」を設立。2002年には合併が完了し、ブランド名「エア・カナダJazz」として運航を開始した。

## 保有機材

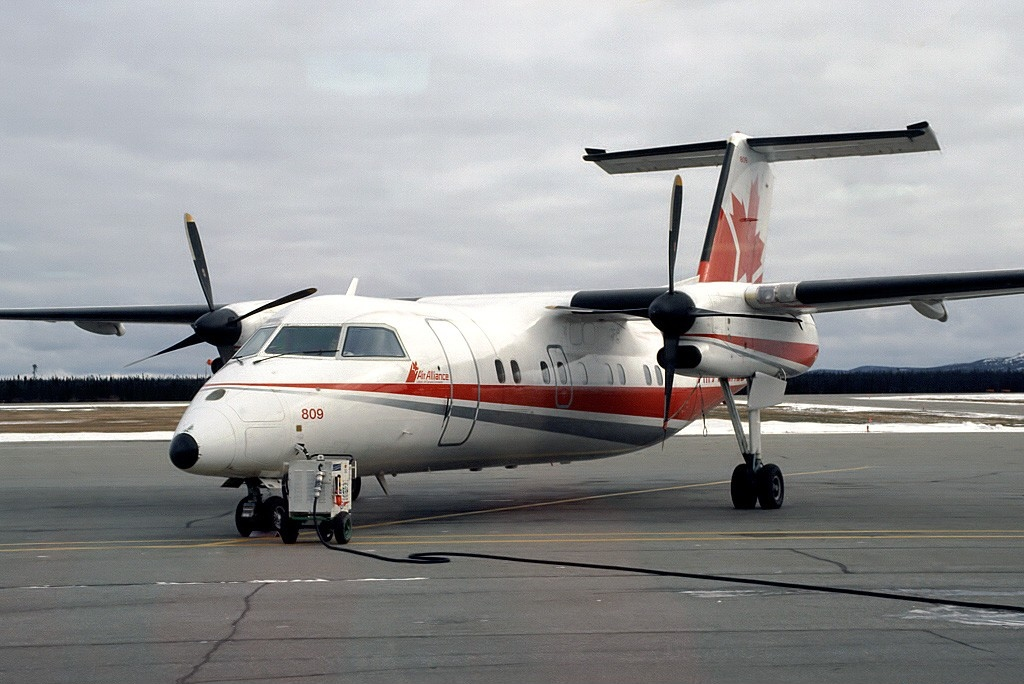
ボンバルディアDHC-8-100

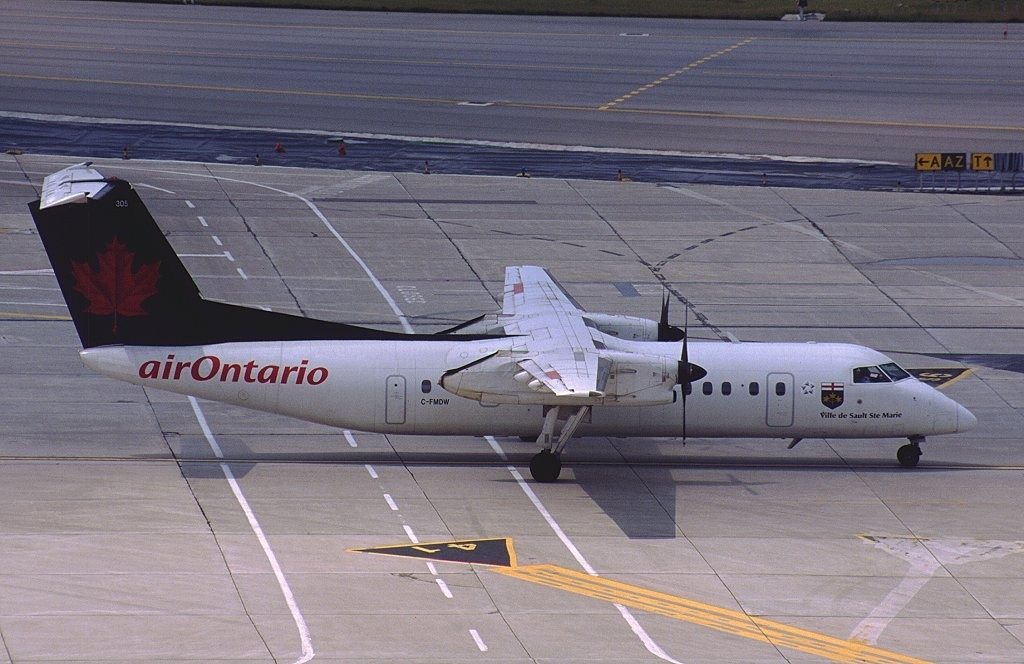
ボンバルディアDHC-8-300

2001年時点でのオンタリオ航空の保有機材は以下の通りである。
- ボンバルディア・ダッシュ8 シリーズ 100 41機
- ボンバルディア・ダッシュ8 シリーズ 300 7機

以前はコンベア580やフォッカー F28も運用していた。

## 1984年での就航地
1984年時点での就航地は以下の通りである。（この時の運用機はコンベア580）
- アメリカ合衆国
  - クリーブランド
  - ハートフォード
- カナダ
  - ロンドン
  - モントリオール - モントリオール・ピエール・エリオット・トルドー国際空港
  - オタワ
  - サーニア
  - サドバリー
  - トロント - トロント・ピアソン国際空港

1989年までに航空会社はフォッカー F28を保有機材に導入した。

## 1992年での就航地
この当時、オンタリオ航空はエア・カナダのコードシェアパートナーとして、カナダやアメリカなどへ就航していた。
- アメリカ合衆国
  - クリーブランド
  - ハートフォード
  - ニューヨーク（ニューアーク・リバティー国際空港）
- カナダ
  - ロンドン
  - モントリオール - モントリオール・ピエール・エリオット・トルドー国際空港
  - ノースベイ
  - オタワ
  - サーニア
  - スーセントマリー
  - サドバリー
  - サンダーベイ
  - ティミンズ
  - トロント
  - ウィンザー
  - ウィニペグ

1995年までにオンタリオ航空は、トロント-ボルチモア間の便にデ・ハビランド・カナダ DHC-8を追加した。

## 事故
- 1988年11月1日、レッド・レイク発ピケンジカム行きの貨物機であるオンタリオ航空937便（使用機材：C-47A、機体記号：C-FBJE）がピケンジカム湖に墜落し、乗員2名が死亡した[11]。
- 1989年3月10日、ドライデン発ウィニペグ行きのオンタリオ航空1363便（使用機材：フォッカー F28-1000、機体記号：C-FONF）が主翼への着氷が原因でドライデン地域空港を離陸後わずか49秒で森に墜落し、乗員乗客69名のうち24名が死亡した。事故当時、補助動力装置（APU）の故障により、エンジンを始動させたままだったため除氷が行えなかった。そのため主翼が着氷してしまい、十分な揚力が得られず墜落に至った。